# Agostino Cusani (1655–1730)
Agostino Cusani (ur. 20 października 1655 w Mediolanie, zm. 27 grudnia 1730 tamże) – włoski kardynał.

## Życiorys
Urodził się 20 października 1655 roku w Mediolanie, jako syn Ottavia Cusaniego i Margherity Biglii. Studiował na Uniwersytecie Pawijskim, gdzie uzyskał doktorat utroque iure. 2 sierpnia 1682 roku przyjął święcenia kapłańskie. Następnie został protonotariuszem apostolskim i klerykiem Kamery Apostolskiej. 2 kwietnia 1696 roku został wybrany tytularnym arcybiskupem Amasyi, a trzy tygodnie później przyjął sakrę. Jednocześnie mianowano go nuncjuszem w Wenecji i asystentem Tronu Papieskiego. Dziesięć lat później został nuncjuszem we Francji. W 1711 roku został arcybiskupem ad personam Pawii, a rok później zrezygnował ze służby dyplomatycznej. 18 maja 1712 roku został kreowany kardynałem prezbiterem i otrzymał kościół tytularny Santa Maria del Popolo. W kolejnym roku został legatem w Bolonii, a w 1724 zrezygnował z zarządzania diecezją. Zmarł 27 grudnia 1730 roku.